# Rue Nova do Carvalho
 (septembre 2024).

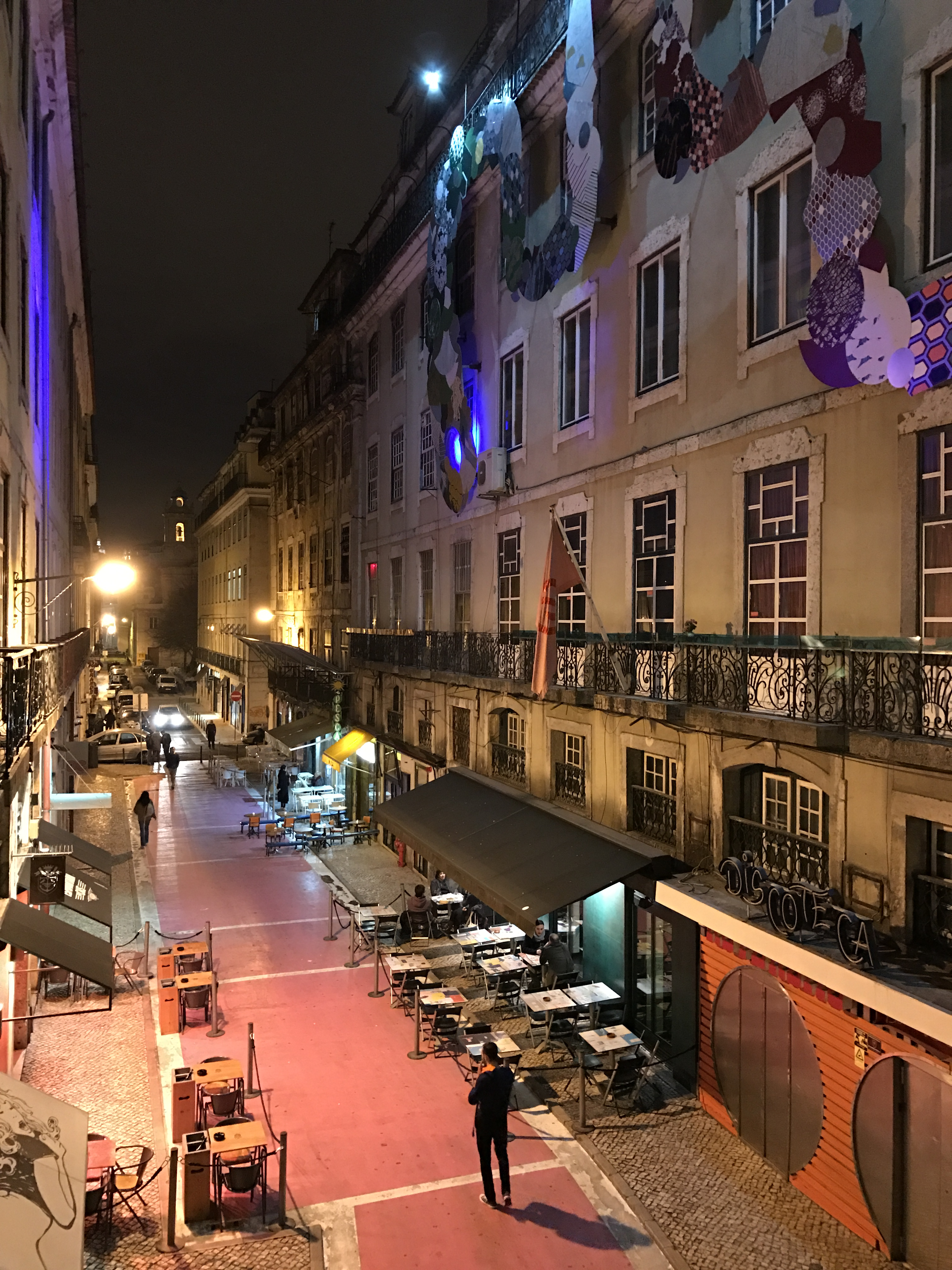
Rue Nova do Carvalho

La Rua Nova do Carvalho est une rue de Lisbonne située dans le quartier de Cais do Sodré.

## Histoire
Au début du XIXe siècle, l'ensemble du Cais do Sodré était une zone très polluée, avec des plages fluviales couvertes de boue. À partir de 1855, cette zone commença à être traitée et agrandie. À la fin du XIXe siècle, c'était « une référence sociale de l'époque », une scène pour les intellectuels, la bourgeoisie, les dandys, les artistes et les classes supérieures.
Dans les années 1920, sa facilité d'accès aux marins et aux employés du port a conduit à l'émergence d'une vie nocturne alternative à Cais do Sodré, principalement sur la Rua Nova do Carvalho (aujourd'hui Rua Cor de Rosa). Entre 1930 et 1980, les premières boîtes de nuit ont vu le jour.

## Actuellement
Elle est actuellement connue sous le nom de Rua Cor‑de‑Rosa (rue Rose) en raison de la couleur de l'asphalte, une initiative de l'association Cais do Sodré avec le soutien de la mairie de Lisbonne, dans le but de revitaliser le quartier en 2011. En 2013, un projet d'intervention urbaine a repeint la rue en rose, la chaussée a été nivelée avec les trottoirs latéraux, facilitant l'installation de terrasses et de mobilier urbain. Des exposants étaient installés pour présenter des oeuvres artistiques d'auteurs contemporains. À partir de là, les choses changent et la rue commence à être de plus en plus populaire auprès des jeunes Lisboètes et des touristes du monde entier. De jour, la rue est calme et peut-être visitée comme une galerie d'art en plein air : la couleur de la rue et les graffitis sur les murs en font endroit instagrammable. La nuit, cependant, la « rua cor de rosa », comme les habitants l'appellent, est vivante et festive. En quelques années, la petite Rua Nova do Carvalho a ainsi acquis une réputation internationale, de sorte qu'elle a été citée en 2015 par The New York Times comme l'une des 12 meilleures rues d'Europe.

## Source de traduction
- (pt) Cet article est partiellement ou en totalité issu de l’article de Wikipédia en portugais intitulé « Rua Nova do Carvalho » (voir la liste des auteurs).